# Nand (Musiker)
Nand (bürgerlich Ferdinand Kirch; Eigenschreibweise nand) ist ein deutscher Musiker.

## Leben
Ferdinand Kirch wuchs im Volkacher Ortsteil Astheim in Unterfranken auf. Parallel zu seinem Architekturstudium veröffentlichte er 2019 seine erste EP 0815. Ein Jahr später erschienen das Debütalbum gutgehen sowie die EP Rumpelkiste und das Album Ich hab Blumen. Im Jahr 2021 erlangte der Titel Wohlfühlen von seinem Debütalbum gutgehen größere Bekanntheit und wurde infolgedessen in einer Fernsehwerbung verwendet. Auch die in diesem Jahr veröffentlichte Single Aperol Spritz erfuhr größere Aufmerksamkeit. Vor der Veröffentlichung seines dritten Albums wie es ist  und seines vierten Albums Durch die Blume im Jahr 2023 tourte er durch Deutschland und die Schweiz. 2025 erschien sein fünftes Album Träume in Beton.

## Diskografie
- 2019: 0815 (EP; Selbstverlag)
- 2020: gutgehen (Groove Attack)
- 2020: Rumpelkiste (EP; Selbstverlag)
- 2020: Ich hab Blumen (Groove Attack)
- 2022: Sonnenmilch - EP (Selbstverlag)
- 2023: wie es ist (Columbia / Irrsinn Aufnahmen)
- 2023: Durch die Blume (Columbia / Irrsinn Aufnahmen)
- 2024: Turbo EP
- 2024: Familie (EP)
- 2025: Träume in Beton (Columbia / Irrsinn Aufnahmen)